# Carmen Navarro Cruz
María del Carmen Navarro Cruz, née le 3 janvier 1960 à Macael, est une femme politique espagnole membre du Parti populaire (PP).
Elle devient députée de la circonscription d'Almería en novembre 2016 au cours de la XIIe législature.

## Biographie

### Formation et profession
Carmen Navarro Cruz est titulaire d'une licence en journalisme et d'une licence en publicité et relations publiques. Elle possède un diplôme en sciences de l'éducation et deux masters : un premier en communication sociale et un deuxième en direction commerciale et marketing.
Elle est enseignante du premier degré.

### Responsabilités régionales
Elle s'inscrit au Parti populaire en 1996. Très vite, elle devient présidente de la section locale du parti dans la petite ville almérienne de Macael puis la secrétaire électorale locale. Elle est élue conseillère municipale de la ville lors des élections municipales de 2000.
À l'occasion des élections au Parlement d'Andalousie de mars 2000, elle est investie en cinquième position sur la liste du parti conduite par Luis Rogelio Rodríguez-Comendador dans la circonscription autonomique d'Almería. Élue parlementaire autonomique, elle siège à la commission de la Femme dont elle est secrétaire, à la commission de l'Emploi et du Développement technologie où elle est porte-parole et à la commission de l'environnement comme simple membre. Elle ne sollicite pas le renouvellement de son mandat lors des élections de 2004.
En plus de son mandat de conseillère municipale, elle préside la commission de la Culture de la comarque de Valle del Almanzora. Entre 2003 et 2007, elle est membre de la députation provinciale d'Almería.

### Députée nationale
Pour les élections générales de mars 2008, elle intègre la troisième position sur la liste du parti dans la circonscription d'Almería derrière Rafael Hernando et Juan José Matarí. Élue au Congrès des députés, elle est membre de la commission de l'Intérieur où elle occupe les fonctions de porte-parole adjointe. Réélue lors des élections de novembre 2011, elle est porte-parole à la commission de l'Emploi et de la Sécurité sociale pendant toute la durée de la Xe législature.
Elle ne fait pas partie de la candidature du parti en vue des élections législatives de décembre 2015 et quitte le Congrès au mois d'octobre. Avec la tenue d'un scrutin anticipé en juin 2016, elle remplace Jesús Caicedo à la quatrième place sur la liste. Cependant, les résultats obtenus par le parti ne permettent pas son élection à la chambre basse puisque seuls les trois premiers obtiennent un siège. Elle fait son retour au palais des Cortes à la faveur de la démission d'Eloísa Cabrera le 28 novembre 2017,. Membre de la commission de la Défense, elle est porte-parole à la commission de l'Énergie, du Tourisme et de l'Agenda numérique.

### Retour en Andalousie
Après la formation du deuxième gouvernement de Juan Manuel Moreno, Carmen Navarro est nommée déléguée territoriale de la Junte d'Andalousie à la Justice, à l'Administration locale et à la Fonction publique dans la province d'Almería en septembre 2022. Elle quitte en conséquence ses fonctions de députée à l'Emploi, à la Promotion économique, aux Initiatives européennes, au Commerce et aux Entreprises à la députation provinciale d'Almería, qu'elle occupait depuis 2019,.